# بخش سالم (شهرستان شلبی، اوهایو)
بخش سالم (به انگلیسی: Salem Township) یک منطقهٔ مسکونی در ایالات متحده آمریکا است که در شهرستان شلبی، اوهایو واقع شده‌است.
 بخش سالم ۶۹٫۲ کیلومتر مربع مساحت و ۲٬۲۳۱ نفر جمعیت دارد و ۳۲۰ متر بالاتر از سطح دریا واقع شده‌است.